# Saint-Augustin (metropolitana di Parigi)
Saint-Augustin è una stazione della linea 9 della metropolitana di Parigi.

## La stazione
La stazione venne aperta nel 1923. Dal 2003 (data del prolungamento della linea 14 fino a Saint-Lazare), essa è collegata alla stazione Saint-Lazare, vicina alla stazione gare Saint-Lazare, attraverso un corridoio sotterraneo; questa soluzione rende possibile l'interconnessione con le linee 3, 12, 13 e 14, anche se soltanto quest'ultima è indicata ufficialmente nella documentazione ufficiale della RATP.

## Interconnessioni
- Bus RATP - 22, 28, 32, 43, 80, 84, 94
- Noctilien - N01, N02, N53

## Nei pressi
- Gare Saint-Lazare